# 邪魔しないで Here We Go!/弩級のゴーサイン/若いんだし!
「邪魔しないで Here We Go!/弩級のゴーサイン/若いんだし!」（じゃましないでヒア・ウィ・ゴー!/どきゅうのゴーサイン/わかいんだし!）は、2017年10月4日にアップフロントワークス（zetimaレーベル）から発売されたモーニング娘。の64枚目のシングル。「モーニング娘。'17」（モーニングむすめワンセブン）名義でのリリースとなっている。トリプルA面シングルである。モーニング娘。は、この作品で初のBillboard Japan Hot 100総合楽曲チャート首位を獲得した。

## 構成
10期メンバーの工藤遥にとってはラストの参加シングルかつ、14期メンバーの森戸知沙希にとっては初参加シングル。
邪魔しないで Here We Go!
センターは佐藤優樹、森戸知沙希。つんく♂いわく台詞は後から書き足したとのことであり、この部分を飯窪春菜と尾形春水が務める。
弩級のゴーサイン
センターは野中美希。ダンスパートと歌唱パートに分かれて歌う楽曲。ダンスパートを生田衣梨奈、石田亜佑美、工藤遥、加賀楓、横山玲奈、森戸知沙希が務め、それ以外のメンバーが歌唱パートを担当する。
他の2曲とは異なりつんく♂が手掛けた楽曲ではなく、曲調もEDMではなく、山内優による生ドラムを用いたロック調となっている。
若いんだし!
センター及びメインボーカルは工藤遥。その他ソロパートは牧野真莉愛、羽賀朱音、横山玲奈が担当する。
「邪魔しないで Here We Go!」と同じく、工藤の卒業を受けて製作されたが、こちらはつんく♂曰く「若者へのエールソング」でもあり、比較的ポジティブな内容となっている。

## アートワーク
| 初回生産限定盤A               | 『邪魔しないで Here We Go!』／『弩級のゴーサイン』／『若いんだし!』歌唱メンバー14名 |
| 初回生産限定盤B               | 『邪魔しないで Here We Go!』／『弩級のゴーサイン』／『若いんだし!』歌唱メンバー14名 |
| 初回生産限定盤C               | 『邪魔しないで Here We Go!』／『弩級のゴーサイン』／『若いんだし!』歌唱メンバー14名 |
| 初回生産限定盤SP              | 『邪魔しないで Here We Go!』／『弩級のゴーサイン』／『若いんだし!』歌唱メンバー14名 |
| 通常盤A                       | 『邪魔しないで Here We Go!』／『弩級のゴーサイン』／『若いんだし!』歌唱メンバー14名 |
| 通常盤B                       | 『邪魔しないで Here We Go!』／『弩級のゴーサイン』／『若いんだし!』歌唱メンバー14名 |
| 通常盤C                       | 『邪魔しないで Here We Go!』／『弩級のゴーサイン』／『若いんだし!』歌唱メンバー14名 |
| 工藤遥（モーニング娘。'17）盤 | 工藤遥                                                                              |

## リリース
初回生産限定盤A・B・C・SP、通常盤A・B・C、forTUNE music限定販売の“工藤遥（モーニング娘。'17）盤”の8形態で発売され、このうち全ての初回生産限定盤及び工藤遥（モーニング娘。'17）盤にはDVDが付属する。初回生産限定盤SPにはイベント抽選シリアルナンバーカードが封入される。初回仕様の全ての通常盤にはトレーディングカード（通常盤A：「邪魔しないで Here We Go!」衣裳のソロ14種+集合1種よりランダムにて1枚、通常盤B：「弩級のゴーサイン」衣裳のソロ14種+集合1種よりランダムにて1枚、通常盤C：「若いんだし! 」衣裳のソロ14種+集合1種よりランダムにて1枚）が封入されている。

## 収録曲

### CD（全盤共通）
| #  | タイトル                                   | 作詞     | 作曲       | 編曲       | 時間 |
| -- | ------------------------------------------ | -------- | ---------- | ---------- | ---- |
| 1. | 「邪魔しないで Here We Go!」               | つんく   | つんく     | 大久保薫   | 4:34 |
| 2. | 「弩級のゴーサイン」                       | 児玉雨子 | 星部ショウ | Yocke      | 3:49 |
| 3. | 「若いんだし!」                            | つんく   | つんく     | 平田祥一郎 | 5:11 |
| 4. | 「邪魔しないで Here We Go!」(Instrumental) |          |            |            | 4:35 |
| 5. | 「弩級のゴーサイン」(Instrumental)         |          |            |            | 3:49 |
| 6. | 「若いんだし!」(Instrumental)              |          |            |            | 5:12 |

| #  | タイトル                                  | 作詞 | 作曲・編曲 | 時間 |
| -- | ----------------------------------------- | ---- | ---------- | ---- |
| 1. | 「邪魔しないで Here We Go!」(Music Video) |      |            | 6:20 |

| #  | タイトル                          | 作詞 | 作曲・編曲 | 時間 |
| -- | --------------------------------- | ---- | ---------- | ---- |
| 1. | 「弩級のゴーサイン」(Music Video) |      |            | 4:22 |

| #  | タイトル                     | 作詞 | 作曲・編曲 | 時間 |
| -- | ---------------------------- | ---- | ---------- | ---- |
| 1. | 「若いんだし!」(Music Video) |      |            | 6:40 |

| #  | タイトル                                      | 作詞 | 作曲・編曲 | 時間 |
| -- | --------------------------------------------- | ---- | ---------- | ---- |
| 1. | 「邪魔しないで Here We Go!」(Dance Shot Ver.) |      |            | 4:44 |
| 2. | 「弩級のゴーサイン」(Dance Shot Ver.)         |      |            | 3:52 |
| 3. | 「若いんだし!」(Dance Shot Ver.)              |      |            | 5:19 |

| #  | タイトル                            | 作詞 | 作曲・編曲 | 時間  |
| -- | ----------------------------------- | ---- | ---------- | ----- |
| 1. | 「若いんだし!」(工藤 遥 Solo Ver.)  |      |            | 5:27  |
| 2. | 「若いんだし!」(撮影メイキング映像) |      |            | 10:12 |

## リリース日一覧
| 地域 | リリース日    | レーベル              | 規格                                              | カタログ番号                                                             |
| ---- | ------------- | --------------------- | ------------------------------------------------- | ------------------------------------------------------------------------ |
| 日本 | 2017年10月4日 | zetima/UP-FRONT WORKS | CDマキシシングル+DVD                              | EPCE-7360〜1（初回生産限定盤A）                                          |
| 日本 | 2017年10月4日 | zetima/UP-FRONT WORKS | CDマキシシングル+DVD                              | EPCE-7362〜3（初回生産限定盤B）                                          |
| 日本 | 2017年10月4日 | zetima/UP-FRONT WORKS | CDマキシシングル+DVD                              | EPCE-7364〜5（初回生産限定盤C）                                          |
| 日本 | 2017年10月4日 | zetima/UP-FRONT WORKS | CDマキシシングル+DVD                              | EPCE-7366〜7（初回生産限定盤SP）                                         |
| 日本 | 2017年10月4日 | zetima/UP-FRONT WORKS | CDマキシシングル+DVD                              | EPCF-7001〜2（工藤遥（モーニング娘。'17）盤 ※forTUNE music限定販売商品） |
| 日本 | 2017年10月4日 | zetima/UP-FRONT WORKS | CDマキシシングル                                  | EPCE-7368（通常盤A）                                                     |
| 日本 | 2017年10月4日 | zetima/UP-FRONT WORKS | CDマキシシングル                                  | EPCE-7369（通常盤B）                                                     |
| 日本 | 2017年10月4日 | zetima/UP-FRONT WORKS | CDマキシシングル                                  | EPCE-7370（通常盤C）                                                     |
| 日本 | 2017年10月4日 | zetima/UP-FRONT WORKS | ダウンロードシングル （LC-AAC）                   |                                                                          |
| 日本 | 2017年10月4日 | zetima/UP-FRONT WORKS | ハイレゾダウンロードシングル （FLAC 96kHz/24bit） |                                                                          |

## 参加メンバー
- 9期：譜久村聖、生田衣梨奈
- 10期：飯窪春菜、石田亜佑美、佐藤優樹、工藤遥
- 11期：小田さくら
- 12期：尾形春水、野中美希、牧野真莉愛、羽賀朱音
- 13期：加賀楓、横山玲奈
- 14期：森戸知沙希

## 参加ミュージシャン
邪魔しないで Here We Go!
- Sound Produce：つんく♂
- Keyboards & Programming：大久保薫
- Chorus：小田さくら

弩級のゴーサイン
- Drums：山内”masshoi”優
- Guitar & Programming：Yocke
- Additional Programming & Chorus：橋本慎
- Chorus：CHINO、塩原奈美子、山尾正人

若いんだし!
- Sound Produce：つんく♂
- Programming：平田祥一郎
- Chorus：小田さくら